# Циммерман, Элвуд
Элвуд Циммерман (англ. Elwood Curtin Zimmerman; 8 декабря 1912, Спокан — 18 июня 2004, Тура-Бич, Австралия) — американский и австралийский энтомолог (диптеролог). Наиболее известен своими трудами Insects of Hawaii и Australian Weevils (Coleoptera: Curculionoidea). Доктор наук (с 1980). Описал более 300 таксонов насекомых.

## Биография
Родился 8 декабря 1912 в Спокане (штат Вашингтон). Вскоре после его рождения семья переехала на юг в Окленд (Калифорния). В школьные годы увлекался написанием рассказов, первый из них он написал в 10 лет. В школе за увлечение энтомологией Циммерман получил прозвище "Жук" (Bugs). В 1930 году, еще школьником, принят в Тихоокеанскую энтомологическую службу. В 1931 году окончил полную среднюю школу. Восле окончания школы поступил Универсситет Беркли. По совету профессора Эдвина Ван-Дейка он занялся изучением долгоносиков. Свой первый для науки вид Auletes mariposae Циммерман описал в 1932 году. Обучение в университете было прервано в 1934 году предложением участия в Мангаревской экспедиции для изучения островов Полинезии. Руководителем экспедиции был Чарльз Монтегю Кук-малдший. После возвращения из экспедиции в 1936 году, Циммерман заканчивает университет и работает в Гавайском государственном музее им. Бернис Бишоп. Одновременно с работой в музее он читает лекции в Гавайском университете. В 1941 году женился на Ханне Бонд. В 1945 году стал куратором сектора энтомологии в музее. Для изучения коллекций гавайских насекомых в Британском музее получил стипендию Фулбрайта. В 1950-1970-х годах работал в Национальном научном фонде. В 1956 году получил степень доктора философии Лондонского университета, а в 1980 году там же стал доктором наук. В 1972 году Циммерман принимает приглашение Дугласа Уотерхауса о работе в отделе энтомологии CSIRO. В 1990-х годах Циммерман подготовил к печати многотомную работу по долгоносикам Австралии, включающую 10 тысяч страниц. Умер 18 июня 2004 от инсульта, похоронен в море на шельфе Тихого океана.

## Научные достижения
Главным его научным достижением стало изучение энтомофауны Гавайских островов и публикация томов «Насекомых Гаваев». В 1958 году опубликовал работу об эволюции гавайских видов рода Drosophila. Часть работы была выполнена на основе многолетних сборов насекомых, которые производил на островах Роберт Перкинс.

## Семья
- Дед Уолтер Элвуд Циммерман
- Дед Эндрю Кертин Лингл
  - Отец Эрнест Уильям Циммерман
  - Мать Этель Беатрис Циммерман (урождённая Лингл)
    - Жена Ханна Луиза Бонд

## Признание заслуг

### Научные награды
- Орден Австралии (1998)
- медаль Карла Джордана (Karl Jordan medal) лепидоптерологического общества Австралии (1983)
- Специальная медаль CSIRO (1995)
- Медаль Герберта Грегори (1995)

### Членство в научных организациях
- Энтомологического общества Тихоокеанского побережья
- Американская ассоциация развития науки
- Гавайское энтомологическое общество
- Энтомологическое общество Америки
- Гавайское ботаническое общество
- Общество колеоптерологов
- Ассоциация тропических биологических исследований
- Национальный исследовательский совет США
- Общество зоологической систематики
- Общество изучения эволюции
- Австралийское энтомологическое общество
- Королевское энтомологическое общество Лондона
- Лондонского линневское общество
- Зоологическое общество Лондона
- Калифорнийская академия наук